# Trasformazioni incredibili
Trasformazioni incredibili è un programma televisivo italiano di genere reality di moda in stile tutorial prodotto da Casta Diva Pictures per Discovery+, la cui prima edizione è andata in onda dal 16 maggio 2022 in access prime time e poi spostata in daytime su Real Time.

## Il programma

### Format
Il programma ha l'obiettivo di aiutare in ogni puntata, due persone, accompagnate da un famigliare o da un amico o amica, che non si piacciono abbastanza per un proprio disagio personale, nella trasformazione della propria immagine. Tre esperti, permetteranno la "trasformazione incredibile" attraverso un rifacimento del look nell'outfit, nel trucco e nell'acconciatura.

### Cast
- Enzo Miccio
- Loretta Grace
- Alessandro Maritato

## Edizioni
| Edizione | Narrazione           | Periodo        | Periodo        | Puntate | Esperti     | Esperti       | Esperti             |
| Edizione | Narrazione           | Inizio         | Fine           | Puntate | Outfit      | Make-up       | Hairstyle           |
| -------- | -------------------- | -------------- | -------------- | ------- | ----------- | ------------- | ------------------- |
| 1ª       | Francesca Fiorentini | 16 maggio 2022 | 10 giugno 2022 | 20      | Enzo Miccio | Loretta Grace | Alessandro Maritato |